# Apatura alceste
Apatura alceste är en fjärilsart som beskrevs av Cabeau 1913. Apatura alceste ingår i släktet Apatura och familjen praktfjärilar. Inga underarter finns listade i Catalogue of Life.